# Тертишний Олексій Вікторович
Олексій Вікторович Тертишний (рос. Алексей Викторович Тертышный; 27 березня 1977, м. Челябінськ, СРСР) — російський хокеїст, правий нападник. 
Вихованець хокейної школи «Трактор» (Челябінськ). Виступав за «Трактор» (Челябінськ), «Ак Барс» (Казань), «Металург» (Магнітогорськ), «Авангард» (Омськ), ЦСКА (Москва), «Сибір» (Новосибірськ), ХК МВД (Московська обл.). 
Брат: Сергій Тертишний, двоюрідний брат: Дмитро Тертишний.
Досягнення
- Чемпіон Росії (2007), срібний призер (2000, 2002, 2004)
- Володар Кубка Шпенглера (2009)
- Фіналіст Кубка Гагаріна (2010).